# Wiliam Skotte Olsen
Wiliam Skotte Olsen (1945-2005) var en markant figur inden for dansk kunstverden som en outsider med en unik tilgang til kunstskabelse. Han blev født ind i en familie, der havde stærke bånd til Frelsens Hær. Hans tidlige interesse for maleri førte ham til tegnekurser på Glyptoteket og senere Kunsthøjskolen i Holbæk, hvor han forberedte sig til Akademiet. Selvom han blev optaget i 1965, tiltrak det traditionelle akademiske miljø ham ikke, og han besøgte sjældent institutionen. Hans opmærksomhed blev i stedet fanget af den nye "hippie"bevægelse og de stoffer, der fulgte med den, idet han beredvilligt fulgte Allen Ginsbergs opfordring til at "turn on - tune in - and drop out."
Efter en omfattende rejse til Indien i 1971 oplevede Skotte Olsen en udfordrende periode med at genfinde fodfæstet. I 1974 blev han ramt af psykisk sygdom, hvor han udtrykte bekymringer om skjulte mikrofoner og russiske atombomber. Dette førte ham først til Herstedvester og senere til Sankt Hans' lukkede afdeling, hvor han tilbragte tre år. Efter denne vanskelige tid fandt han det svært at integrere sig i samfundet, især da Flowerpower-æraen var forbi.
I begyndelsen af 1980'erne boede William Skotte Olsen i en forladt ejendom i Odinsgade, hvor han indrettede sig på loftet under tagspærene. Her skabte han en serie små, charmerende billeder på papirstumper, han fandt på sin vej. De sidste 20 år af sit liv boede han på Christiania, hvor han arbejdede under skiftende og udfordrende forhold.
Skotte Olsen's værker er repræsenteret på anerkendte institutioner som Statens Museum for Kunst, Kobberstiksamlingen, Nordjyllands Kunstmuseum og Nationalmuseet. I 2001 blev en hash-bod, rigt dekoreret af Skotte Olsen, endda indlemmet i Nationalmuseets samling. Kunstneren modtog anerkendelser som Statens Kunstfonds 3-årige legat og Oluf Hartmanns Mindelegat for sit bidrag til kunstverdenen.
 Der er for få eller ingen kildehenvisninger i denne artikel, hvilket er et problem. Du kan hjælpe ved at angive troværdige kilder til de påstande, som fremføres i artiklen.